# Zalaháshágy
Zalaháshágy község Zala vármegyében, a Zalaegerszegi járásban.

## Fekvése
A község a Kemeneshát déli kistáján, a fennsík jellegű Felső-Kemenesháton, annak is a Zala völgyére lankásan futó, délies kitettségű lejtőin található.
Zalaegerszegtől légvonalban 21 kilométerre északnyugatra található, a legközelebbi város Zalalövő, légvonalban 6, közúton 10 kilométerre délkeleti irányban. A településen a Zalacsébtől a 76-os főútig vezető 7412-es út húzódik keresztül. Megközelíthető a 86-os főút felől is, a 7413-as úton, Rimánynál körülbelül 2 kilométeres délkeleti letéréssel.
Korábban vasúton is megközelíthető volt, a Körmend–Zalalövő-vasútvonalon (Zalaháshágy-Szőce megállóhely), de itt 2009 végén megszűnt a forgalom.

## Története
Nevének első említése egy 1328-as csébi határjárásból ismert Hassaagh, majd 1440-ből Hassagh alakban. A 19. századtól neve leginkább Hashágy, 1873–1882 között Hárshágy volt, végül a településnév-rendezés során, 1908-ban nyerte el a Zalaháshágy nevet. A név etimológiája – a baranyai Hásságyhoz és Somogyhárságyhoz hasonlóan – a hárs fanév -gy képzős származékára vezethető vissza, jelentése ’hársfás terület, hárserdő’.
A település már az Árpád-korban jelentős hely volt, temploma 1230 körül épült (bővebben). A középkorban a mai Zalaháshágy területén fekvő falvak közé tartozhatott Banacsfalva (említései: 1361, 1375). 1440-ben királyi adománnyal a később Háshágyi nevet felvevő Dénes, 1438–1439-ben zalai alispán lett Háshágy és Vaspör birtokosa. Fia, István (Stephanus de Hassaghy) 1470-től 1493-ig kúriai ítélőmester volt. További birtokszerzéseik (Lövő, Hahót, Szerdahely, Kehida stb.) a 16. század közepére Zala megye előkelő nemesi családai sorába emelték a Háshágyiakat.
Pesty Frigyes adatai alapján 1864-ben még őrizték a település déli részén állt egykori, hihetőleg a törökdúlással elpusztult kisebb erődítés, vár emlékét, nem csak a környékbeli dűlőnevek szintjén (Békavár, Dongóvár), de akkor még láthatóak voltak a négyszögletes területet körbevevő egykori vizesárkok nyomai is. Noha a török időkben a falu az oszmán katonai felvonulási területen feküdt, továbbra is lakott, a Portának adózó hely maradt. A falut később a Perneszy család birtokolta, 1790-ben a Bessenyei család birtoka lett.
Vályi András az 1700-as évek végén írta a településről: „Magyar falu Szala Várm.[egyében]. Földes Ura B.[áró] Senyei Uraság, lakosai katolikusok, fekszik Lővőhöz 1 mértföldnyire, határja homokos, és a’ víz mosások között sovány.”
A falu a salomvári körjegyzőséghez tartozott, amelyből 1922-ben kiválva Vaspörrel és Ozmánbükkel megalakították a vaspöri körjegyzőséget.

## Közélete

### Polgármesterei
- 1990–1994: Bicsák Lajos (független)[15]
- 1994–1998: Dr. Salamon Tibor (független)[16]
- 1998–2002: Dr. Salamon Tibor (független)[17]
- 2002–2006: Dr. Salamon Tibor (független)[18]
- 2006–2010: Büki József (független)[19]
- 2010–2014: Büki József (független)[20]
- 2014–2019: Büki József (független)[21]
- 2019–2024: Horváth Gyula (független)[22]
- 2024– : Dr. Sinkó Ildikó (független)[1]

## Népessége
A település népességének változása:
| Lakosok száma | 371  | 379  | 365  | 339  | 361  | 362  | 354  |
|               | 2013 | 2014 | 2015 | 2021 | 2022 | 2023 | 2024 |

A 2011-es népszámlálás idején a nemzetiségi megoszlás a következő volt: magyar 99,1%. A lakosok 84,7%-a római katolikusnak, 2,26% reformátusnak, 2,8% evangélikusnak, 1,13% felekezeten kívülinek vallotta magát (7% nem nyilatkozott).
2022-ben a lakosság 92,5%-a vallotta magát magyarnak, 2,2% németnek, 0,6% cigánynak, 0,6% szerbnek, 0.3% ukránnak, 0,3% románnak, 0,3% lengyelnek, 1,1% egyéb, nem hazai nemzetiségűnek (7,2% nem nyilatkozott; a kettős identitások miatt a végösszeg nagyobb lehet 100%-nál). Vallásuk szerint 37,7% volt római katolikus, 3,9% református, 3,6% evangélikus, 0,3% görög katolikus, 0,8% egyéb keresztény, 21,3% egyéb katolikus, 8,3% felekezeten kívüli (24,1% nem válaszolt).

## Nevezetességei

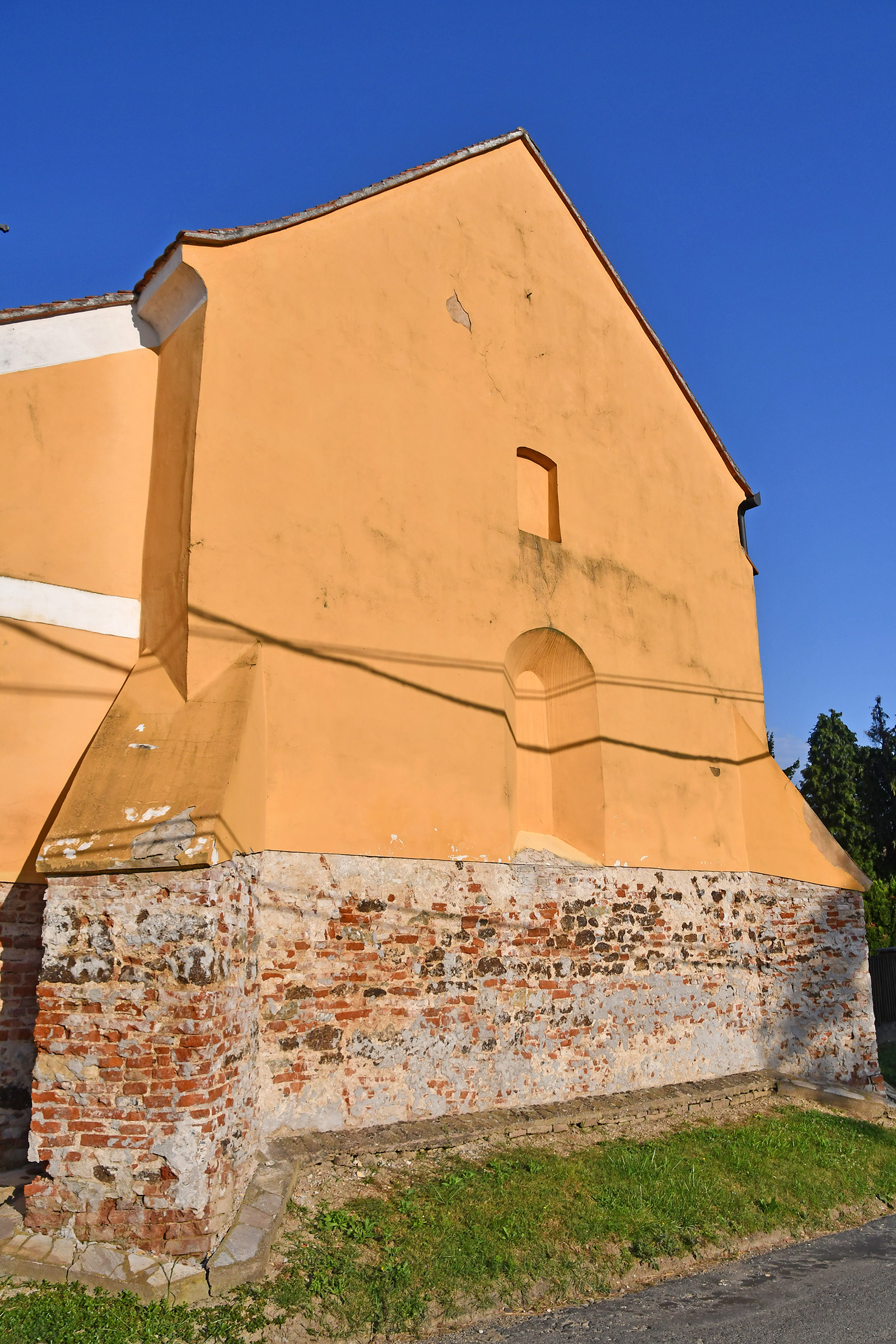
A templom apszisa a támpillérekkel és a befalazott középkori ablakkal

A falu fő nevezetessége a központban álló, Szentháromságnak szentelt római katolikus templom. A művészettörténeti kutatások szerint 1230 körül épülhetett, és a késő román téglaépítészet körébe tartozik. Rómer Flóris már 1863-ban leírta az északi hajófal fülkéjében másodlagosan elhelyezett, 13. századi félköríves, alakos kőfaragványt, az 1975. évi kutatáskor pedig a félköríves záradékú, rézsűs román ablakok, valamint a déli kapu nyílása került napvilágra. A hajó belső falát lizénák és falba süllyesztett fülkék tagolták. Az épületet már a 13. században érték nyugati irányú bővítések. A protestánsok használatába került templom a 17. század végére romos állapotba került, majd miután 1737-ben ismét a katolikusoké lett, 1745-ben újjáépítették. Tornya és sekrestyéje 1863 után épült.
A nyeregtetős, egyhajós templom szentélye keletelt, egyenes záródású, sarkait harántolt támpillérekkel erősítették meg. A gúlasisakos torony a nyugati homlokzatnál épült, a félereszes tetővel ellátott sekrestye pedig a szentély déli oldaláról nyílik. A hajó déli oldalának félköríves ablakai középkori eredetűek, de itt látható az első építéstörténeti fázishoz kapcsolódó, befalazott szegmensíves déli kapu, valamint itt és az apszison a szintén befalazott román kori ablakok. A templom belső szerkezeti kialakítását a hajó csehsüvegboltozatos és a szentély élkeresztboltozatos térszervezése jellemzi. A berendezés nagy része újkori, a 19–20. századok során került a templomba, ahogy a falképek is a 20. században készültek. A középkor emléke a szenteltvíztartó, amely vélhetően egy keresztelőkút átalakításával nyerte el mai formáját.

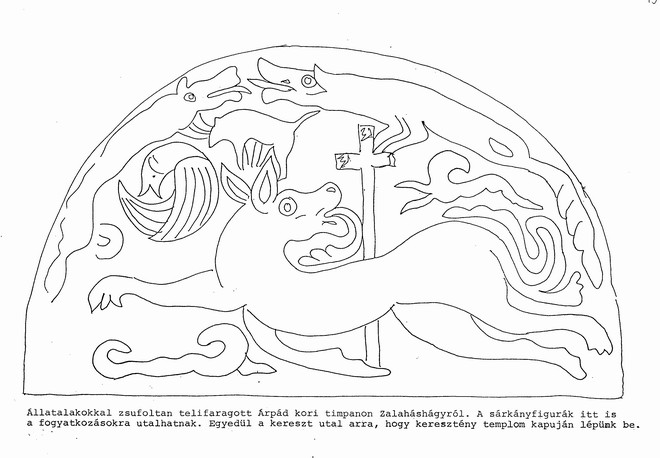
Rajz a zalaháshágyi templomban látható kőtimpanonról

A faragással, állatfigurákkal kitöltött félköríves kőfaragvány vagy timpanonkő egykor a déli kapu záróköve lehetett. Bár a művészettörténeti szakirodalomban nem egyértelmű e kőemlék ikonográfiai besorolása, hasonló ábrázolások ismertek a közeli Zalaszentmihályfa és Domonkosfa Árpád-kori templomkapuzatainak ívmezőjéből. Egyes kutatások szerint a sárkányok (a Gonosz allegóriái) felett győzelmet arató, hátán keresztet vivő állatfigura esetleg az Agnus Deit, Isten bárányát, vagyis a diadalmas Jézust jelképezi (hasonlóan Ják, Csempeszkopács és Nagysitke ívmező-ábrázolásaihoz). A központi állatfigura testfelépítése, a visszakunkorodó hosszú farok, a hegyes fülek és a karmos mancsok azonban több kutató számára inkább ragadozót sejtetnek, ami vagy az ősmagyar hitvilág tarsolylemezekről ismert motívumaira vezethető vissza, vagy a II. András korában kialakult királyi oroszlánábrázolások mintáján jelképezi a diadalmas Krisztust. Ezek a feltevések az ún. oroszlános kapuzatok körébe sorolják a zalaháshágyit, az esztergomi porta speciosa, Sopronhorpács, Litér, Bercse, Karcsa kőfaragványai mellett. Az ívmező felső részén látható, egymással kiöltött nyelvvel szembeforduló sárkánypár előképei lehetnek az i. e. 4–3. századi szkíta leletek egyes „sárkánypáros” kardjai, de a 13. századi szeldzsuk-török díszítőművészetből is ismert a motívum.

## Híres emberek
- 1901-től itt élt Stevanecz Antal (1861–1921) magyarországi szlovén kántortanító.